# Полднево (Смоленская область)
Полднево — деревня в Смоленской области России, в Угранском районе. Расположена в восточной части области в 17 км к западу от Угры, по обоим берегам реки Расловки (приток Гордоты). Население — 186 жителей (2007 год). Административный центр Полдневского сельского поселения.

## История
Название имеет белорусское происхождение бел. Поўдзень — юг, отсюда Полднево — южная. В древней летописи XII века есть такие слова: «И стояще на воздусе, яко полк воинский, на полуденье» — значит на юге. Южный ветер тогда называли полудён. Своё название селение могло получить по отношению к расположенному севернее, древнему селу Мытишино. В середине XVIII века Полднево было вотчиной М. Я. Арсеньева. В 1976 году в деревне проживало 168 жителей.

## Экономика
Неполная средняя школа, библиотека, дом культуры, отделение связи, медпункт.

## Достопримечательности
- Памятник советским воинам, павшим за освобождение родной земли от немецко-фашистских захватчиков
- Дом-музей знаменитого русского писателя Ивана Сергеевича Соколова-Микитова.